# Archidiocèse de Makassar
173,884	12037121	1.4%
L′archidiocèse de Makassar (en latin : Archidioecesis Makassarensis) est une Église particulière de l'Église catholique en Indonésie, dont le siège est à Makassar (ville), capitale de la province de Sulawesi du Sud.

## Histoire
La préfecture apostolique de Makassar est érigée 13 avril 1937 par détachement du vicariat apostolique des Célèbes, devenu depuis diocèse de Manado.
Le 13 mai 1948, elle devient vicariat apostolique de Makassar puis est érigée en archidiocèse métropolitain lors de la réorganisation de l’Église en Indonésie le 3 janvier 1961. Il est temporairement appelé « Archidiocèse d'Ujung Pandang » à la suite du changement de nom de Makassar décidé par le président Soeharto entre 1973 et 2000.
Ce diocèse a principalement été confié, depuis sa fondation, aux pères scheutistes, c'est-à-dire aux membres de la congrégation du Cœur Immaculé de Marie (C.I.C.M.).

## Organisation
L'archidiocèse de Makassar couvre la partie sud de la grande île des Célèbes et comptait 48 paroisses en 2021 dont la cathédrale dénommé cathédrale du Sacré-Cœur de Jésus

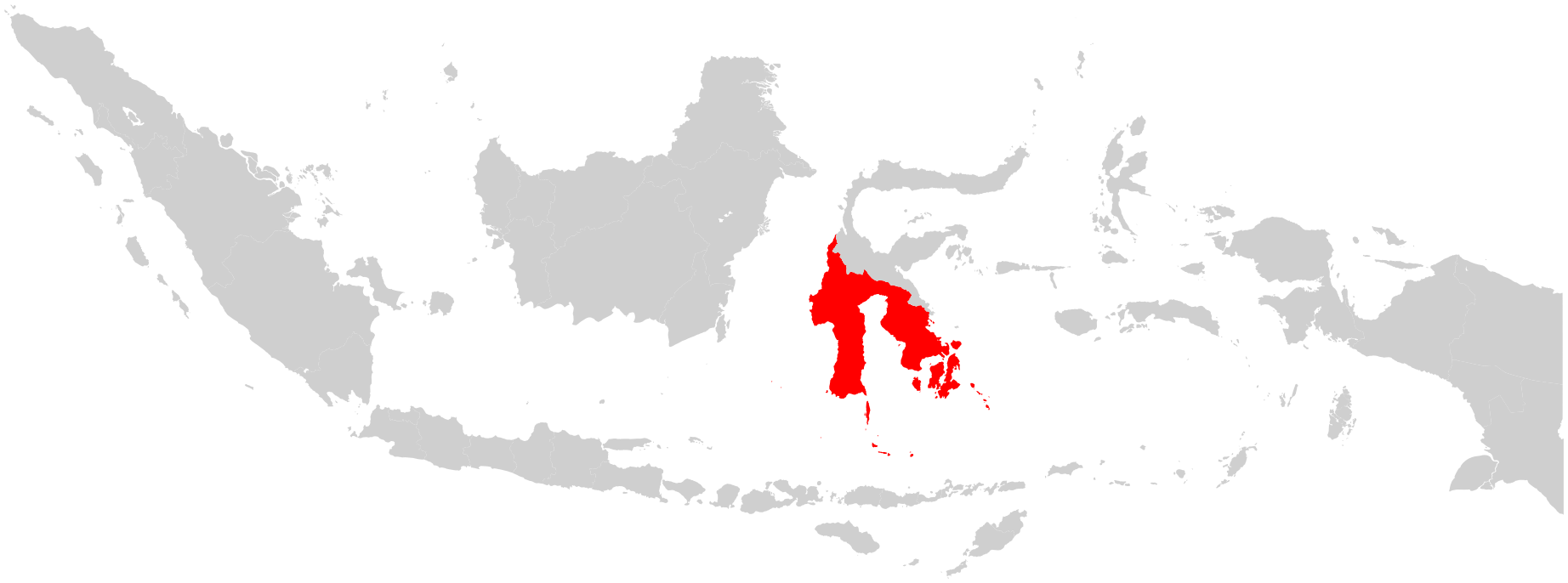
Localisation du diocèse.
Diocèses suffragants.

## Préfets apostoliques
- Gerardo Martino Uberto Martens, C.I.C.M. (1937-1948)

## Vicaires apostoliques
- Nicolas Martinus Schneiders, C.I.C.M. (1948-1961)

## Archevêques
- Nicolas Martinus Schneiders, C.I.C.M. (1961-1973)
- Theodorus Lumanauw (1973-1981)
- Franciscus van Roessel, C.I.C.M. (1981-1994)
- Johannes Liku Ada (1994-2024)
- Franciscus Nipa (en) (2024- )

## Source
- Catholic-Hierarchy